# Association pour les arts visuels Fenix Art
L'Association pour les arts visuels Fenix Art (en serbe cyrillique : Асоцијација за визуелне умјетности ФЕНИКС АРТ ; en serbe latin : Asocijacija za vizuelne umjetnosti FENIX ART) est située à Banja Luka, la capitale de la république serbe de Bosnie, en Bosnie-Herzégovine. Fondée le 17 février 2005, elle s'est donné comme but de promouvoir la culture cinématographique, notamment les films d'animation, les films documentaires et les films d'archives, et de diffuser les arts de la photographie et de la bande dessinée.
Les membres de l'association Fenix Art sont des professionnels des arts visuels, cinéastes, éditeurs, artistes, ainsi que des cinéphiles.

## Activités
Depuis 2005, l'association organise diverses manifestations, projections, expositions, rencontres etc. Parmi les plus notables, on peut citer Les Jours de l'école du film d'animation de Zagreb (en serbe : Dani Zagrebačke škole animiranog filma, 2005), 110 ans de projections (110 godina projekcije, 2005), Retrospective des premiers films serbes 1911-1943 (Revija ranog srpskog filma 1911-1943, 2005), Retrospective du film documentaire de la République serbe 1992-2005 (Revija dokumentarnog filma Republike Srpske 1992-2005., 2006), Rétrospective du film d'animation (Revija animiranog filma, 2006), Trésors nitrates de la cinémathèque yougoslave (Nitratna riznica Jugoslovenske kinoteke, 2006), Rétrospective du film documentaire (Revija dokumentarnog filma, 2007) et Les Jours du film d'animation  (Dani animiranog filma, 2007). En 2008, l'Association Fenix Art a organisé le 1er Festival international du film d'animation de Banja Luka.
L'Association édite également un certain nombre d'ouvrages, notamment le catalogue de ses manifestations et du festival du film d'animation. Elle a aussi produit quelques films comme Ptice Bardače et Svaki dan se sunce rađa (Tous les jours le soleil se lève) de Goran Dujaković, ou encore Tiha rijeka (La Rivière silencieuse), un film amateur de Goran Barać.